# 沙尔·艾齐贝特
沙尔·艾齐贝特（Schaár Erzsébet，1905年7月29日—1975年8月29日）是一位匈牙利雕塑家。1932年，她在布达佩斯举办首场个人展览。1940年代，她制作了一些小型木质浮雕，同时，她还制作过几座侧卧像。她也曾在作品中加入建筑元素；从那时起，她开始使用轻量的苯乙烯材料。